# 法國LGBT權益
法國對於女同性戀者、男同性戀者、雙性戀者與跨性別者（LGBT）權益傳統上便採取社會自由主義，在國家的立法上也有所對應。

## 同性性行為相關舊法

### 性悖軌法
在法國大革命以前，同性性行為是一項相當嚴重的罪行。
1750年7月6日，讓·狄歐特和布魯諾·勒努瓦因同性戀身分而遭火刑處死，是最後以此為罪名的刑事案件。
法國大革命時在1791年所頒佈的刑法典章法未提及個人私下的同性行為，首度為同性戀除罪化。這項保障個人性行為的方針也被保留在1810年刑法典中，並為法國本土與其殖民地所遵循。然而，同性戀和異裝行為仍被視為異類、不道德，同志時常被冠上違反公共道德和秩序等相關罪名，故法律一直有名無實。亞爾薩斯和洛林公國地區在1940年被納粹德國侵略時，其境內部分同性戀者亦受到嚴重迫害、被遣送至集中營。

## 反歧視法
1985年，法國社會黨政府頒布性別反歧視法，明令禁止在就業、住宅和其他公共或私人供應之服務或商品等方面的性別歧視。男女同性戀者亦可在軍事部隊服役時公開其性傾向。

## 同性婚姻合法化
2013年2月2日，以249票贊成，97票反對，通過同志婚姻法第一條，定義婚姻是兩個人之間的協議，整個法案將持續表決至2月12日。左翼社會黨大部份支持法案，惟右翼黨派投下反對票。

## 概要
| 項目                                               | 合法性                                                   |
| -------------------------------------------------- | -------------------------------------------------------- |
| 同性性行為合法化                                   | 自1791年                                                 |
| 同意年齡平等化                                     | 自1982年8月4日                                           |
| 反歧視法適用於就業                                 | 自1985年                                                 |
| 反歧視法適用於商品及服務法規                       | 自1985年                                                 |
| 反歧視法適用於所有領域（包括：仇恨言論）           | 自2004年                                                 |
| 同性婚姻                                           | 自2013年4月23日                                          |
| 承認同性伴侶為事實伴侶關係                         | 自1999年11月15日                                         |
| 承認同性伴侶為民事結合關係                         | 自1999年11月15日                                         |
| 同性伴侶之共同領養及繼子女領養皆為合法             | 自2013年                                                 |
| 同性戀者得合法公開在軍界服務                       | 是                                                       |
| 性別重置權力                                       | 是                                                       |
| 跨性別行為之疾病除罪化                             | 自2009年                                                 |
| 公開穿着自由（例如異裝）                           | 自1946年（實際上，基於憲法實施）2013年（法律上正式廢除） |
| 所有伴侶及個人進行體外人工受精和代理孕母之平等管道 | 否                                                       |
| 允許男男性接觸者（MSM）進行捐血                    | 自2022年                                                 |